# Церковь Экебю
Церковь Экебю (швед. Ekeby kyrka) — средневековый храм в Экебю на шведском острове Готланд. Самые старые её структуры датируются XII веком, а сама церковь мало изменилась с конца XIII века. Её интерьер богато украшен средневековыми фресками. Церковь относится к диоцезу Висбю Церкви Швеции.

## История и архитектура
Церковь Экебю построена из известняка. Башня, самая старая её часть, была возведена в конце XII века в романском стиле. Неф и хор датируются примерно столетием позднее и выполнены в готическом стиле. В конце XIII века высоту башни довели до её нынешней. Два южных портала храма богато украшены скульптурой. Первоначально они были окрашены, о чём свидетельствуют сохранившиеся цветные фрагменты.
Интерьер церковь богато украшен средневековыми фресками. В нефе находятся фрески XIII, XIV и XVIII веков, а хор украшают изображения начала XIX века в виде голубых драпировок в стиле trompe-l'œil. Среди других росписей самые старыми являются большие картины с изображением апостолов, относящиеся к концу XIII века. Под ними находятся фрески Мастера Страстей Христовых с изображением на северной стене Страстей Христовых, а на южной — детства Иисуса. Во время ремонта в 2004 году были открыты ещё фрески.
Первоначально все окна были с витражами. Три уцелевших из них датируются концом XIII века. Необычная ниша в хоре, вероятно, предназначенная для хранения хлеба и вина для евхаристии, хранит удивительно хорошо сохранившиеся фрески конца XIII века.
К примечательным предметам утвари церкви можно отнести искусно выполненный в конце XII века романский триумфальный крест, а также купель из песчаника, изготовленная в то же время, предположительно, мастером Майестатисом или Хегвальдом.
В 1942—1943 годах церковь подверглась реконструкции под руководством архитектора Олле Карта (1905—1965). В 1971—1972 также проходила реставрация её внешнего облика.